# Latrecey-Ormoy-sur-Aube
Latrecey-Ormoy-sur-Aube là một xã thuộc tỉnh Haute-Marne trong vùng Grand Est đông bắc nước Pháp. Xã này nằm ở khu vực có độ cao trung bình 250 mét trên mực nước biển.